# Diospyros diversifolia
Diospyros diversifolia är en tvåhjärtbladig växtart som beskrevs av William Philip Hiern. Diospyros diversifolia ingår i släktet Diospyros och familjen Ebenaceae. Inga underarter finns listade i Catalogue of Life.